# American Monster
American Monster (Originaltitel: The Winged Serpent) ist ein US-amerikanischer Horrorfilm des Regisseurs Larry Cohen aus dem Jahr 1982.

## Handlung
In New York ereignen sich eine Reihe seltsamer Todesfälle: einem Fensterputzer wird bei seiner Arbeit der Kopf abgerissen, eine junge sonnenbadende Frau wird von ihrem Liegestuhl auf dem Dach eines Hochhauses entführt, und ein Bauarbeiter wird auf der Suche nach seiner verschwundenen Pausenmahlzeit selbst von einem Ungeheuer verspeist. Die Funde einer gehäuteten Leiche in einem Hotelzimmer sowie einer Leiche, der man das Herz entfernt hat, führen Detective Shephard auf die Spur der Kultur der Azteken sowie deren Gottheit Quetzalcoatl.
Der Klavierspieler Jimmy Quinn schlägt sich derweil mit kleinen krummen Touren durch. Als er für seine Kumpane bei einem Diamantendiebstahl den Fluchtwagen fahren soll und mit der Beute flüchtet, entdeckt er hoch oben im Chrysler Building den Nistplatz des „amerikanischen Monsters“. Als Quinns Kumpane die Beute fordern, führt dieser sie zum Nest des Monsters, das beide tötet. Auf dem Nachhauseweg wird Quinn wegen des Diamantendiebstahls verhaftet. In der U-Haft offenbart er das Versteck des Ungeheuers, fordert aber Straffreiheit und 1 Million Dollar. Eine Einheit steigt unter Shephards Leitung auf das Chrysler Building und findet dort nur das Ei des Monsters vor.
Währenddessen stört die Polizei ein Ritual, bei dem erneut ein Mann geopfert werden sollte, und einer der beteiligten Polizisten wird das nächste Opfer des Monsters, das sich als eine Art fliegendes Reptil, das urzeitlichen Flugdrachen ähnelt, herausstellt. Als dieses zum Dach des Chrysler Building zurückkehrt, wird es von Shephards Einheit mit Maschinenpistolenfeuer in Empfang genommen, bis es tödlich verwundet in die Straßen von New York fällt. Auf einem weit entfernten Grundstück befindet sich ein weiteres, gerade platzendes, Drachenei.

## Hintergründe
Das fliegende Ungetüm (eines seiner ersten Opfer wird von David Carradines Bruder Bruce Carradine dargestellt) wurde von Trickspezialist David W. Allen mittels Stop-Motion in Bewegung gesetzt. American Monster ist ein Remake des Films The Flying Serpent (Regie: Sam Newfield) aus dem Jahr 1946. Für die Spezialeffekte waren neben Allen auch Randy Cook, Peter Kuran und Lost Arts, Inc. zuständig.

## Kritiken
„Ein geflügeltes Schlangenmonster nistet sich im Chrysler-Building ein und ernährt sich von den Bewohnern New Yorks, bevor es mit Maschinengewehrsalven zur Strecke gebracht wird. Langweilig und oberflächlich inszeniert, denunziert die reichlich widerwärtige Geschichte nebenbei indianische Mythen und neurotische Drogenabhängige.“

„[E]in hinreißendes Beispiel lustvoll überzogener „schlechter“ Schauspielerei, das man als perfekte Parodie von Lee Strasbergs Stil des „Method-Acting“ charakterisieren könnte. Mit seinen liebevollen „King-Kong“-Verweisen, seinem selbstparodistischen Ansatz und seinen beiläufig angebrachten antiautoritären und anti-religiösen Akzenten ist dies der unterhaltsamste Horror seit Joe Dantes Das Tier.“